# گمینا سکوروشتسه
گمینا سکوروشتسه (به لهستانی:  Gmina Skoroszyce) یک گمینا در لهستان است که در شهرستان نسا واقع شده‌است. گمینا سکوروشتسه ۱۰۳٫۶۱ کیلومتر مربع مساحت و ۶٬۵۲۱ نفر جمعیت دارد.